# Sukaseum
Sukaseum oder Sukhasoem (voller Thronname Somdet Brhat Chao Maha Sri Vitha Lan Chang Hom Khao Luang Phrabang Sukra Sumaya; * 1797 in Luang Phrabang; † 23. September 1850 in Chiang Maen) war von 1837 bis 1850 König von Luang Phrabang.

## Leben
Sukaseum war der älteste Sohn von König Manthatulat und wurde bei Hofe ausgebildet. Am 7. März 1837 folgte er nach dem Tod seines Vaters auf den Thron von Luang Phrabang. Zu jener Zeit war er allerdings eine Geisel der Siamesen und wurde erst 1838 von König Rama III. nach Luang Phrabang entlassen. Die Krönung von Sukaseum wurde 1839 in Luang Phrabang abgehalten.
König Sukaseum starb am 23. September 1850 in seinem Palast bei Chiang Maen und hinterließ sechs Söhne und neun Töchter:
1. Prinz (Anga Sadet Chao Fa Jaya) Kamanagaya (Kham Ngao)
2. Prinz (Anga Sadet Chao Fa Jaya) Buvanabitra (Boun Phet, Bun Phet)
3. Prinz (Anga Sadet Chao Fa Jaya) Bhumachakra (Phomma Chak)
4. Prinz (Anga Sadet Chao Fa Jaya) Kamasingha (Kham Seng)
5. Prinz (Anga Sadet Chao Fa Jaya) Bhuma (Phomma)
6. Prinz (Anga Sadet Chao Fa Jaya) Indrachakra (Inta Chak)

1. Prinzessin (Anga Chao Fa Nying) Kanlanyani (Kanlaya)
2. Prinzessin (Anga Chao Fa Nying) Kamana (Kham Onh)
3. Prinzessin (Anga Chao Fa Nying) Butsadi (Budsady)
4. Prinzessin (Anga Chao Fa Nying) Puspa (Bapha)
5. Prinzessin (Anga Chao Fa Nying) Kamasara (Kham Sorn)
6. Prinzessin (Anga Chao Fa Nying) Kamasiri (Kham Si)
7. Prinzessin (Anga Chao Fa Nying) Angama (Ungkham)
8. Prinzessin (Anga Chao Fa Nying) Somasiri (Somisi)
9. Prinzessin (Anga Chao Fa Nying) Kamabungi (Kham Phong)